# Bergamt Stralsund
Das Bergamt Stralsund ist die Fachbehörde für das Bergrecht im Land Mecklenburg-Vorpommern. Es hat seinen Sitz in Stralsund und wurde 1990 gegründet.
Als obere Bergbehörde ist das Bergamt dem Ministerium für Energie, Infrastruktur und Digitalisierung Mecklenburg-Vorpommern nachgeordnet. Es ist gemäß Bundesberggesetz zuständig für alle Bergbauberechtigungen und Betriebsplanverfahren im Land sowie im dazugehörigen Festlandsockel und Küstenmeer. Steine und Erden bilden den wesentlichen Teil der im Land abgebauten Bodenschätze. Hinzu kommt in geringerem Umfang die Gewinnung von Erdöl und Erdgas.
Als Anhörungs- und Planfeststellungsbehörde ist das Bergamt neben bergrechtlichen auch für energierechtliche Planfeststellungsverfahren zuständig. Dies umfasst die Gewinnung von Erdwärme, die Errichtung und den Betrieb von Untergrundspeichern sowie den Bau von Gashochdruckleitungen nach dem Energiewirtschaftsgesetz.